# Anslom Nakikus
Anslom Nakikus est un chanteur papou-néo-guinéen de reggae.

## Biographie
Anslom Nakikus naît sous le nom de Ronald Nakikus sur l'île de Matupit, à Rabaul dans la province de Nouvelle-Bretagne orientale en Papouasie-Nouvelle-Guinée.
Il commence sa carrière musicale en 1998. Pendant ses études en sciences politiques à l'université de Papouasie-Nouvelle-Guinée, il joue dans plusieurs groupes locaux importants.
En 2006, il enregistre un album en Nouvelle-Calédonie. En 2015, il part en Afrique du Sud jouer avec le chanteur Lucky Dube.
En 2019, Anslom Nakikus sort un album international, intitulé Love Me Again, avec la participations des musiciens du chanteur sud-africain Lucky Dube. En 2022, il est invité à jouer au International Independent Music Festival au Kerala en Inde,, ainsi qu'à Dubaï avec une délégation papoue-néo-guinéenne.
Il s'est également présenté aux élections législatives en Papouasie-Nouvelle-Guinée et est engagé dans des programmes de prévention contre le VIH ainsi que dans des programmes de soutien aux réfugiés. En 2019, Il salue la décision du bureau de la censure de réguler le contenu des chansons produites dans le pays.
Il est considéré comme un artiste important de Papouasie-Nouvelle-Guinée,.

## Sources
- (en) "PNG Talent to Perform in Honiara", Joanna Sireheti, Solomon Times, 26 mars 2008

1. 1 2 3 4 5  (en) S. R. Praveen, « Papua New Guinean reggae musician Anslom Nakikus: ‘I think of reggae as a higher purpose’ », The Hindu,‎ 7 novembre 2022 (ISSN 0971-751X, lire en ligne, consulté le 15 janvier 2023)
2. 1 2 3  (en) Malum Nalu, « Reggae sensation Nakikus lifts PNG to world stage – The National », sur www.thenational.com.pg, 2 août 2019 (consulté le 16 janvier 2023)
3. 1 2 3  (en) Loop Entertainment, « Anslom Nakikus releases first international album », sur Loop PNG, sat, 2019-04-27 14:29 (consulté le 15 janvier 2023)
4. ↑  (en-US) « Anslom releases new single with Big Records Canada », sur postcourier.com.pg, 31 août 2022 (consulté le 15 janvier 2023)
5. ↑  (en-US) « Troupe head to Dubai to showcase PNG culture », sur postcourier.com.pg, 18 février 2022 (consulté le 15 janvier 2023)
6. 1 2  (en) « Anslom Ambassordor for Refugee in PNG », sur Papua New Guinea Today, 22 juin 2015 (consulté le 15 janvier 2023)
7. ↑  (en-US) « Anslom Nakikus welcomes move by censorship office to regulate music industry », sur postcourier.com.pg, 19 août 2019 (consulté le 15 janvier 2023)